# Liste der Nummer-eins-Hits in den Cash Box Charts (1952)
Diese Liste enthält alle Nummer-eins-Hits in den amerikanischen Cash Box Charts im Jahr 1952. Es gab in diesem Jahr elf Nummer-eins-Singles. Die Charts bezogen sich in dieser Zeit auf die Lieder, nicht auf einzelne Musiker. In der Liste sind die Musiker aufgeführt, die das Lied am meisten bekannt machten. Ab der Ausgabe vom 25. Oktober 1952 wurde ein Stern neben die Namen der wichtigsten Künstler gesetzt.
| Singles |
| --- |
| - Eddy Howard – Sin (It's No Sin) - 3 Wochen (22. Dezember 1951 – 11. Januar 1952, insgesamt 9 Wochen; → 1951) - Pee Wee King & Golden West Cowboys – Slow Poke - 3 Wochen (12. Januar – 1. Februar) - Johnnie Ray – Cry - 11 Wochen (2. Februar – 28. März) - Kay Starr – Wheel of Fortune - 3 Wochen (29. März – 18. April, insgesamt 4 Wochen) - Leroy Anderson – Blue Tango - 3 Wochen (19. April – 9. Mai, insgesamt 5 Wochen) - Kay Starr – Wheel of Fortune - 1 Woche (10. Mai – 16. Mai, insgesamt 4 Wochen) - Leroy Anderson – Blue Tango - 2 Wochen (19. Mai – 30. Mai, insgesamt 5 Wochen) - Georgia Gibbs – Kiss of Fire - 8 Wochen (31. Mai – 25. Juli) - Vera Lynn – Auf Wiedersehn Sweetheart - 9 Wochen (26. Juli – 26. September) - Jo Stafford – You Belong to Me - 4 Wochen (27. September – 25. Oktober) - Patti Page – I Went to Your Wedding - 6 Wochen (26. Oktober – 5. Dezember) - The Mills Brothers – The Glow-Worm - 1 Woche (6. Dezember – 12. Dezember) - Joni James – Why Don't You Believe Me - 4 Wochen (13. Dezember 1952 – 9. Januar 1953) |